# Lars Kober
Lars Kober (ur. 19 października 1976) – niemiecki kajakarz, kanadyjkarz. Brązowy medalista olimpijski z Sydney.

## Kariera sportowa
Zawody w 2000 były jego jedynymi igrzyskami olimpijskimi. Po medal sięgnął w kanadyjkowej dwójce na dystansie 1000 metrów, osadę tworzył również Stefan Uteß. Zdobył brązowy medal mistrzostw Europy w tej konkurencji w 1997.